# Sign Your Name
Sign Your Name è un singolo del cantante statunitense Terence Trent D'Arby, pubblicato nel 1987 come quarto estratto dal primo album in studio Introducing the Hardline According to Terence Trent D'Arby.
Il singolo, pubblicato su etichetta CBS e prodotto dallo stesso Terence Trent D'Arby (autore del brano) e Martyn Ware, , raggiunse il secondo posto delle classifiche in Belgio, nei Paesi Bassi e nel Regno Unito. Assieme a Wishing Well, costituisce la maggiore hit dell'artista.
Numerosi artisti hanno inciso una cover del brano.

## Descrizione

### Significato del testo
(Sign Your Name (1987))
Si tratta di una canzone d'amore: il protagonista chiede alla ragazza che ama di mettere metaforicamente la propria firma sul suo cuore.

## Tracce
7" Maxi.
1. Sign Your Name – 4:45
2. Greasy Chicken – 4:40

12" Maxi.
1. Sign Your Name – 5:48
2. Greasy Chicken – 4:40
3. Under My Thumb (Live) – 4:50
4. Jumping Jack Flash (Live)

## Classifiche
| Classifica    | Posizione massima | Nr. di settimane |
| ------------- | ----------------- | ---------------- |
| Austria       | 24                | 3                |
| Austria       | 7                 | 16               |
| Belgio        | 2                 | 12               |
| Germania      | 7                 | 19               |
| Nuova Zelanda | 13                | 9                |
| Paesi Bassi   | 2                 | 15               |
| Regno Unito   | 2                 |                  |
| Stati Uniti   | 4                 |                  |
| Svezia        | 4                 | 6                |
| Svizzera      | 8                 | 13               |

## Cover
Tra gli artisti che hanno inciso o eseguito pubblicamente una cover del brano, figurano (in ordine alfabetico):
- Peter Andre
- Paris Avenue
- Axxis feat. Mady
- Corinne Bailey Rae (2016)
- Cristina Donà (2008)
- Michael Bolton (nell'album One World One Love del 2009)
- Matthieu Boré (2012)
- Lexington Bridge
- Brian Chartrand (2012)
- Cyril Cinélu (2007)
- Sheryl Crow (2010)
- DJ Deba
- Cristina Donà (singolo estratto dall'album Piccola faccia del 2008)
- Jason Donovan (2010)
- The Flying Pickets (1994)
- Human Nature
- Tyler James (2012)
- Night Shift (2002)
- The Nylons (1994)
- Kevin Lyttle (nell'album omonimo)
- Morphology (2007)
- The Mike Sceptre Singers con la London Starlight Orchestra (1990)
- The Sweptaways e Nina Ramsby (2009)
- Uni'verss (2013)
- Joana Zimmer (2008)

### Versione di Sheryl Crow
Il 13 settembre 2010, Sheryl Crow incise una cover del brano, che incluse nel proprio album 100 Miles from Memphis e pubblicò come singolo su etichetta A&M Records.

#### Tracce
CD
1. Sign Your Name – 4:01